# Liste d'installations du cycle du combustible nucléaire
 (mai 2025).
Si vous disposez d'ouvrages ou d'articles de référence ou si vous connaissez des sites web de qualité traitant du thème abordé ici, merci de compléter l'article en donnant les références utiles à sa vérifiabilité et en les liant à la section « Notes et références ».
Voici une liste d’installations du cycle du combustible nucléaire en [Quand ?].

## Allemagne
- Gorleben

## Australie
- Kakadu

## États-Unis
- Usine de retraitement de West Valley
- Yucca Mountain

## France
- Eurodif sur le site nucléaire du Tricastin
- Site nucléaire de Marcoule
  - Usine d'extraction du plutonium de Marcoule (UP1)
- Usine de retraitement de la Hague
- Centre de stockage de la Manche
- Centre de stockage de l'Aube
- Centre de Cadarache
- Centre de stockage de Morvilliers

## Niger
- Arlit

## Royaume-Uni
- Sellafield

## Russie
- Complexe nucléaire Mayak
- Seversk

## Togo
- Shinkolobwe